# Ain't Life Grand
Ain't Life Grand es el segundo álbum de la banda Slash's Snakepit tras It's Five O'Clock Somewhere. Salió a la venta en octubre del año 2000.

## Listado de canciones
| N.º | Título               | Escritor(es)                                               | Duración |  |
| 1.  | «Been There Lately»  | Slash, Rod Jackson, Ryan Roxie, Johnny Griparic, Matt Laug | 4:28     |  |
| 2.  | «Just Like Anything» | Slash, Jackson, Roxie, Griparic, Laug, Jack Douglas        | 4:23     |  |
| 3.  | «Shine»              | Slash, Jackson, Roxie, Griparic, Laug                      | 5:21     |  |
| 4.  | «Mean Bone»          | Slash, Jackson, Roxie, Griparic, Laug, Douglas             | 4:40     |  |
| 5.  | «Back To The Moment» | Slash, Jackson, Roxie, Griparic, Laug, Jeff Paris          | 5:33     |  |
| 6.  | «Life's Sweet Drug»  | Slash, Jackson, Roxie, Griparic, Laug                      | 3:53     |  |
| 7.  | «Serial Killer»      | Slash, Jackson, Roxie, Griparic, Laug, Douglas             | 6:19     |  |
| 8.  | «The Truth»          | Slash, Jackson, Roxie, Griparic, Laug, Douglas             | 5:17     |  |
| 9.  | «Landslide»          | Slash, Jackson, Roxie, Griparic, Laug, Douglas             | 5:30     |  |
| 10. | «Ain't Life Grand»   | Slash, Jackson, Roxie, Griparic, Laug                      | 4:54     |  |
| 11. | «Speed Parade»       | Slash, Jackson, Roxie, Griparic, Laug                      | 3:52     |  |
| 12. | «The Alien»          | Slash, Jackson, Roxie, Griparic, Laug, Douglas             | 4:27     |  |

| Japanese edition |                                           |                                       |          |  |
| N.º              | Título                                    | Escritor(es)                          | Duración |  |
| 13.              | «Rusted Heroes» (Bonus Track)             | Slash, Jackson, Roxie, Griparic, Laug | 4:51     |  |
| 14.              | «Something About Your Love» (Bonus Track) | Slash, Jackson, Roxie, Griparic, Laug | 2:53     |  |

## Créditos
Slash's Snakepit
- Rod Jackson – cantante
- Slash – guitarras
- Ryan Roxie – guitarras, voz adicional
- Johnny Griparic – bajo
- Matt Laug – batería

Músicos adicionales
- Teddy Andreadis – teclados y voz adicional
- Collin Douglas – percusiones
- Jimmy "Z" Zavala – saxófono y armónica
- Lee Thornburg – trompeta
- Jeff Paris – backing vocals
- Karen Lawrence – backing vocals
- Kelly Hansen – backing vocals
- Kim Nail – backing vocals
- Raya Beam – vocalista en "Mean Bone"